# Javor pod Zelenou Horou
Javor pod Zelenou Horou byl památný strom ve vsi Klášter u Nepomuku v okrese Plzeň-jih. Javor stříbrný (Acer saccharinum) rostl na mírném svahu u hřiště ve vsi obklopen řadou dalších silných stromů. Jeho kmen i větve byly boulovité, dutý hnijící kmen měl adventivní kořeny. Kmen se v několika metrech nad zemí dělil na tři hlavní větve, ale jedna z nich se odlomila i s částí kmene. Zbylé větve byly v koruně staženy lany, větvě směřující do koruny byly neodborně odstraněny. Obvod kmenu měřil 523 cm a koruna o průměru 20 m dosahovala do výšky 34,5 m (měření 2000). Strom byl chráněn od roku 1976 pro svůj vzrůst a věk. V srpnu 2010 byl při větrném poryvu vyvrácen.